# Kayla McBride
Kayla McBride, née le 25 juin 1992 à Érié (Pennsylvanie), est une joueuse américaine de basket-ball.

## Biographie
Avec l'équipe nationale U18 dirigée par Jennifer Rizzotti, elle remporte la Médaille d'or du championnat des Amériques 2010 disputé à Colorado Springs avec des moyennes personnelles de 8,2 points par rencontre.
Formée aux Fighting Irish de Notre-Dame, elle présente un bilan de 101 victoires pour 14 défaites en quatre saisons, accédant au Final Four 2013 avec sa coéquipière Skylar Diggins.
Elle est choisie en 3e position de la draft WNBA 2014 par Stars de San Antonio. Elle fait rapidement sa place dans la ligue, réussissant fin mai notamment 30 points à 10 tirs réussis sur 16 lors de la victoire des Stars face au Shock de Tulsa ou encore un panier à trois points décisif dans les dernières secondes le 5 juillet 2014 face au Fever de l'Indiana.
Le 10 juillet, elle devient la première rookie depuis Candace Parker en 2008 à marquer 30 points dans un match
En mai 2014, elle signe son premier contrat professionnel en Europe pour le club hongrois de Sopron. Avant d'être blessée, ses statistiques étaient de 17,1 points et 6,2 rebonds en Eurocoupe. Pour 2015-2016, elle s'engage avec le club russe de Nadejda Orenbourg.
Leader offensif des Stars durant la saison WNBA 2016, sa saison est stoppée début juillet par une fracture au pied alors que ses statistiques étaient de 17,1 points et 4,0 rebonds.
Lors de la saison WNBA 2017, elle marque 15,4 points de moyenne et réalise ses meilleures performances en carrière dans les autres catégories statistiques (4,1 rebonds), (2,6 passes décisives), (1.1 interception) et à l'adresse aux lancers franc (92,5 %). Elle joue la saison 2017-2018 pour le club turc de l'Université du Proche-Orient (Yakin Dogu) où elle enregistre des statistiques impressionnantes de 15,6 points avec une adresse de 51,9 % (dont 35,6 % à trois points et 86,5 % aux lancers francs), 5,3 rebonds et 2,8 passes décisives en championnat et 18,9 points avec une adresse de 52,3 % (dont 38,2 % à trois points et 90,6 % aux lancers francs) et 4,8 rebonds en Euroligue. En quart de finale (deux victoires face à Bourges), elle est la meilleure réalisatrice de son équipe avec 15,5 points de moyenne pour une adresse d 51%.
En février 2018, elle signe un nouveau contrat de longue durée avec les Aces de Las Vegas, où a été relocalisée la franchise des Stars.

## Équipe nationale
Elle figure dans la présélection américaine pour le championnat du monde 2014 mais quitte le groupe réduit à 13 après le tournoi de Paris.

## Clubs

### États-Unis
- 2010-2014 : Fighting Irish de Notre-Dame
- 2014- : Stars de San Antonio, devenu en 2018 Aces de Las Vegas

### Europe
- 2014-2015 :  UNIQA Euroleasing Sopron
- 2015-2016 :  Nadejda Orenbourg
- 2017-2018 :  Université du Proche-Orient
- 2018-2019 :  UMMC Iekaterinbourg

## Palmarès
- Médaille d'or au championnat des Amériques U18 en 2010 à Colorado Springs[2]

## Distinctions individuelles
- WBCA All-American (2013[2])
- Associated Press All-America third team (2013[2])
- All-Big East first team (2013[2])
- NCAA All-Regional Team (2012, 2013[2])
- Big East Tournament Most Outstanding Player (2013[2])
- Big East All-Tournament Team (2012, 2013[2])
- WNBA All-Rookie Team 2014 [13]
- Sélection aux WNBA All-Star Game 2015, 2018[14] et 2019[15].